# Condado de Carlow
El condado de Carlow (en irlandés: Contae Cheatharlach) está situado en el sureste de Irlanda, en la provincia de Leinster. Cuenta con una población total de 54 612 habitantes, según el censo de 2011. El condado lleva el nombre de su capital, la ciudad de Carlow, construida al margen del río Barrow. Su punto más alto es el monte Leinster (794 m), en la cadena de las montañas de Blackstairs.

## Ciudades y pueblos
(habitantes en 2016)
- Ballon (712)
- Borris (652)
- Carlow (24.272)
- Clonegal (278)
- Fennagh (402)
- Graiguecullen (1475)
- Hacketstown (597)
- Kildavin (184)
- Muine Bheag (2837)
- Myshall (286)
- Rathvilly (944)
- Tinryland (378)
- Tullow (4673)